# کورنینگ (آیووا)
کورنینگ (به انگلیسی: Corning) شهری در ایالت آیووا کشور ایالات متحده آمریکا است که جمعیت آن در سرشماری سال ۲۰۱۰ میلادی، ۱٬۶۳۵ نفر بوده‌است.